# Емилиян Бонев
Емилиян Маринов Бонев е български музикант, бас китарист и контрабасист.

## Музикална кариера
Завършва Национална музикална академия със специалности бас китара и контрабас.
Бонев е в оригиналния състав на П.И.Ф. от 1999 до 2004. По-късно става част от Джеръми?.
Част е от базираната в Ирландия българска рок група Аморик.